# Smitta
Smitta är hur sjukdomar sprids från en individ till en annan. Sjukdomar som smittar är vanligen någon typ av infektion. Infektioner orsakas av bakterier, virus, prioner, svampar, större parasiter och urdjur, ex encelliga djur som amöbor. 
Smitta kan spridas direkt från en människa till en annan eller via ett värddjur: malaria sprids av myggor och pesten av råttor. Den som drabbats av en infektionssjukdom har smittämnen - virus med mer - på eller i sig och som därifrån förs vidare via upphostat slem, utandningsluft, nysningar, avföring eller urin, beroende på vilken sjukdom det rör sig om.

## Smittspridning och smittvägar
Smittspridning sker via olika smittvägar som är de olika sätt som smitta kan överföras. Man talar om direkt smitta, där smittämnet överförs direkt från den sjuke till den som blir smittad, och indirekt smitta där det finns mellanled. 

### Kontaktsmitta
När smittämne överförs via fysisk kontakt kallas det för kontaktsmitta. Till direkt kontaktsmitta hör de hudinfektioner som kan överföras från en människas hud till en annans, exempelvis spridning av munherpes via kyssar och könssjukdomar som överförs via samlag. Även förkylningsvirus som hamnar på den sjukes egna händer, överförs via handslag och därifrån förs till den nye personens mun räknas som direkt smitta.
Indirekt kontaktsmitta är att smittan sker via föremål eller via en tredje persons kropp eller händer. Smitta överförs via till exempel förband, tvålar, handdukar, sänglinne, personalens arbetskläder eller via personalens händer från en patient till en annan.

### Droppsmitta
Droppsmitta avser smitta som sprids genom direkt inandning av små droppar som avges i den smittades utandningsluft, vanligen inom en meter från den smittade personen. Även viskningar, tal och hosta, samt i synnerhet skratt leder till aerosolbildning. Mängden smittämne i dropparna varierar och är beroende av infektionens lokalisation i luftvägarna.
Även droppsmitta kan vara direkt, från person till person, eller indirekt det vill säga via föremål eller tredje person. 
Vid direkt droppsmitta når dropparna en individs ögon eller slemhinnor direkt eller indirekt via luften eller händerna. Detta gäller vid de flesta luftvägsinfektioner som exempelvis vanlig förkylning. 
Vid dropp-kontaktsmitta eller indirekt droppsmitta faller dropparna på föremål och förs vidare som indirekt kontaktsmitta. Dropp-kontaktsmitta är i de flesta fall en vanligare smittväg än direkt droppsmitta. Detta gäller till exempel Respiratory Syncytial Virus (RSV), calicivirus med flera.

### Luftburen smitta
Luftburen smitta till och från luftvägarna avser när mikroorganismerna i den aerosol som kan utgöra droppsmitta även kan torka ihop till mindre kärnor, som lättare färdas genom luften och enkelt inhaleras. 
Ett fåtal infektionssjukdomar kan på denna väg spridas över längre avstånd i luften, till exempel: vattkoppor, influensa och tuberkulos.
Luftburen smitta från huden förekommer då stora sår och andra skador på huden, hudinfektioner, eksem eller brännskador är infekterade med bakterier som Staphylococcus aureus, betahemolystiska streptokocker grupp A eller Pseudomonas aeruginosa. Hudpartiklar med meticillinresistent Staphylococcus aureus kan spridas via luften och andas in, och ge infektion av MRSA ("sjukhussjuka") i näsan. Infekterade hudpartiklar som faller ner i öppna sår kan ge infektion i dessa.

### Blodburen smitta
Vid blodburen smitta överförs smittämnet antingen från blod till blod eller mellan blod och slemhinna. Exempel på direkt blodburen smitta är sexuellt överförbara sjukdomar. Indirekt blodburen smitta sker exempelvis via stick- eller skärskador, injektionsnålar eller personalens skyddshandskar, men även via kontaminerade läkemedel. Hepatit B och hepatit C är blodburna smittor, liksom HIV.

### Tarmsmitta (fekal-oral smitta)
Tarmsmitta innebär att smittämnen i människor eller djurs avföring smittar genom att via indirekta vägar nå munnen, exempelvis via kontaminerade livsmedel, händer eller vatten. Många diarrésjukdomar, vissa Hepatiter och Polio sprids genom tarmsmitta. Till de vanliga zoonoser som sprids på detta sätt till människa från djurs avföring hör salmonella, campylobacter och EHEC.
En förutsättning för att bakterierna inte ska dö i magsäcken är att de är sporbildande.

### Livsmedelsburen smitta
Livsmedelsburen smitta innebär att livsmedel eller vatten direkt eller indirekt kontaminerats med smittämnen. Exempel kan vara matförgiftning av stafylokocktoxin eller mag-/tarminfektion orsakad av virus eller bakterier.

### Smitta via djur och insekter
Smittöverföring från djur och insekter till människa kallas zoonos. Några exempel på zoonoser är kycklingar som sprider salmonella, fästingar som sprider borrelia och TBE och  katter som kan sprida det smittämne som orsakar toxoplasmos. 
I länder med dålig hygien och vattenbrist är sjukdomar som sprids med myggor, loppor och löss ett växande problem. Dessa kan sprida till exempel malaria. 
Virus kan mutera så att även djur och människor blir smittbärare till exempel fågelinfluensa (H5N1).

## Förebyggande åtgärder
Den grundläggande principen för att förebygga smittspridning är att bryta smittvägen och på så sätt hindra smittämnet att ta sig från smittkällan till en ny mottaglig person genom att tillämpa basala hygienrutiner.  Smittvägarna bryts mest effektivt genom att hålla god personlig hygien, särskild vad gäller händerna. Särskilt för vårdpersonal är även arbetskläder och övriga föremål i omgivningen av betydelse. 
Genom vaccination som gör så immunsystemet skapar antikroppar mot sjukdomspartiklarna ökas motståndskraften mot smitta väsentligt. På populationsnivå kan en tillräckligt hög grad av vaccination i befolkningen radikalt minska smitta. Tillfälliga sänkningar av immunförsvaret såsom sömnbrist, dålig mat och för lite motion ökar mottagligheten för smitta. 
I samband med epidemier, pandemier (inklusive 2020 års coronaviruspandemi) eller svåra infektionssjukdomar förekommer användning av social distansering som ett medel för att begränsa smittspridningen och lätta bördan på vårdapparaten. Social distansering har dock sociala bieffekter och kan drabba landets ekonomi hårt, vilket gör metoden kontroversiell.

## Icke infektiös smitta
Det förekommer att smittbegreppet används som andra typer av överföring av sjukdom från en person till en annan. Vid kulturspecifika psykiska störningar som anorexia nervosa lär sig människor sjukdomsbeteendet och insjuknar därför själv, vilket är en överföring av sjukdom och därför kan betraktas som en typ av smitta.